# Йосипович, Иво
И́во Йо́сипович (хорв. Ivo Josipović; род. 28 августа 1957, Загреб, Югославия) — хорватский политический и государственный деятель, композитор, педагог. Президент Хорватии с 18 февраля 2010 по 18 февраля 2015 года. Бывший член Социал-демократической партии Хорватии (SDP).

## Биография
Родители Иво родом из Далмации (Башка-Вода). Сам он родился в Загребе, где окончил начальную и музыкальную школу. В юности занимался также футболом. Владеет английским и немецким языками.
Йосипович окончил факультет права в университете Загреба и Музыкальную академию Загреба. Сейчас преподает в обоих вузах. В 1994 году защитил диссертацию по теме «Право на арест и содержание под стражей в уголовно-процессуальном праве», имеет степень доктора. Профессор — автор 85 научных работ в хорватских и зарубежных изданиях.
Избирался членом Городского совета Загреба в 2005 году, а также депутатом Парламента Хорватии в 2003 и 2008 годах.
20 июня 2009 года Йосипович стал кандидатом в борьбе за пост президента Хорватии, опередив Любо Юрчича на праймериз SDP 12 июля. Избирательную кампанию проводил под лозунгом «Новая справедливость».
Женат, жена Татьяна — профессор права и правовой эксперт. Они имеют дочь Лану (1991 года рождения).

## Президентство
11 января 2010 года ЦИК Хорватии объявила о победе Иво Йосиповича во втором туре президентских выборов. Йосипович победил набрав 60,29 % голосов, опередив своего соперника Милана Бандича, который набрал 39,71 %. Во время его правления переговоры по вступлению Хорватии в Европейский союз завершились успешным проведением референдума.
11 января 2015 года проиграл во втором туре очередных президентских выборов Колинде Грабар-Китарович.

## Музыкальная деятельность
Йосипович — автор более 50 композиций, среди которых Samba de Camera (1-я пр. Европейского вещательного союза, 1985), Тысяча лотосов (2000), Игра в бисер (Igra staklenih perli, 1986) для фортепиано, Tuba ludens (2002) для трубы с оркестром. С 1991 Йосипович — президент Загребского биеннале современной музыки.

## Награды
| Страна   | Дата вручения     | Награда                                                                                          | Награда                                                                                          | Литеры  |
| -------- | ----------------- | ------------------------------------------------------------------------------------------------ | ------------------------------------------------------------------------------------------------ | ------- |
| Норвегия | 12 мая 2011 —     | Кавалер Большого креста ордена Святого Олафа                                                     | Кавалер Большого креста ордена Святого Олафа                                                     |         |
| Италия   | 6 июля 2011 —     | Кавалер Большого креста декорированного лентой ордена «За заслуги перед Итальянской Республикой» | Кавалер Большого креста декорированного лентой ордена «За заслуги перед Итальянской Республикой» |         |
| Латвия   | 29 марта 2012 —   | Кавалер Большого креста с цепью ордена Трёх звёзд                                                | Кавалер Большого креста с цепью ордена Трёх звёзд                                                |         |
| Швеция   | 8 апреля 2013 —   | Рыцарь ордена Серафимов                                                                          | Рыцарь ордена Серафимов                                                                          | RSerafO |
| Польша   | 11 мая 2013 —     | Кавалер ордена Белого орла                                                                       | Кавалер ордена Белого орла                                                                       |         |
| Дания    | 21 октября 2014 — | Рыцарь ордена Слона                                                                              | Рыцарь ордена Слона                                                                              | RE      |

- Европейская медаль толерантности (2012)